# Thomas Fremantle (3e baron Cottesloe)
Pour les articles homonymes, voir Fremantle (homonymie).
Thomas Francis Fremantle, 3e baron Cottesloe, né le 5 février 1862 à Londres et mort le 19 juillet 1956 à Swanbourne dans le Buckinghamshire,, est un militaire et noble britannique.

## Biographie
Le titre de baron Cottesloe de la pairie du Royaume-Uni est créé en 1874, soit douze ans après la naissance de Thomas Fremantle, pour son grand-père paternel Thomas Fremantle, député conservateur à la Chambre des communes et secrétaire en chef pour l'Irlande dans le gouvernement britannique de Robert Peel. Né en 1862, il est le deuxième des six enfants, et premier fils, de Thomas Fremantle (2e baron Cottesloe), avocat et lui aussi député conservateur,.
Élevé dans le Sussex dans le sud de l'Angleterre, Thomas Francis Fremantle est éduqué au collège d'Eton, comme bon nombre de garçons des classes aisées, puis étudie au Balliol College de l'université d'Oxford. Il y obtient un diplôme de licence en 1885 et un diplôme de maîtrise en arts en 1889. Il s'engage dans les forces armées et obtient à terme de grade de lieutenant-colonel dans le bataillon du Buckinghamshire du régiment d'infanterie légère de l'Oxfordshire et du Buckinghamshire. Marié en 1896 à Florence Tapling, unique enfant et héritière d'un riche marchand de tapis, il a huit enfants. De 1900 à 1903 il est secrétaire assistant auprès du secrétaire d'État à la Guerre, le conservateur St John Brodrick,.

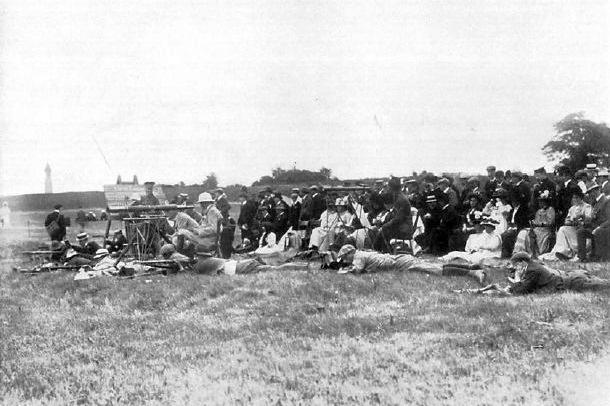
L'épreuve de tir à la carabine à 1000 yards aux Jeux olympiques de 1908.

Fin tireur, il concourt à l'épreuve libre de tir à la carabine à 1 000 yards aux Jeux olympiques de 1908 à Londres. Il termine seizième des cinquante participants, avec 87 points, tandis que son compatriote Joshua Millner remporte la médaille d'or avec 98 points. Ce seront les seuls Jeux olympiques de Thomas Fremantle.
En octobre 1915 son fils aîné Thomas, second lieutenant dans le régiment d'infanterie légère où a servi son père, est tué à la première bataille d'Ypres, dans la plaine de Flandre, durant la Première Guerre mondiale, à l'âge de 18 ans. En avril 1918, à la mort de son père le 2e baron, Thomas Fremantle devient le 3e baron Cottesloe, avec un siège à la Chambre des lords ; il devient également le 4e baron Fremantle, titre de la noblesse autrichienne qui lui vient de son arrière-grand-père paternel l'amiral Thomas Fremantle,.
En 1926 il est fait compagnon de l'ordre du Bain. Il meurt au domicile familial à Swanbourne en 1956, à l'âge de 94 ans, trois mois après son épouse. Son aînée, Florence, missionnaire chrétienne dans le monde arabe dans les années 1920 et 1930, a été linguiste au Bureau (ministère) des Affaires étrangères dans les années 1940 avant de travailler au service arabophone de la British Broadcasting Corporation. Son troisième enfant et deuxième fils, John, devient le 4e baron Cottesloe. Une autre de ses filles, Margaret (en), « est membre de l'équipe de scientifiques qui développent la pénicilline ». Enseignante au département médical de l'université d'Oxford, elle épouse son collègue Howard Florey, prix Nobel de médecine,,.